# Orectognathus parvispinus
Orectognathus parvispinus é uma espécie de formiga do gênero Orectognathus, pertencente à subfamília Myrmicinae.